# Ryan O'Connell
Ryan O'Connell (nascido em 2 de setembro de 1986) é um escritor, ator, ativista LGBTQ e ativista pela deficiência norte-americano. É conhecido pela sua autobiografia de 2015, I'm Special: And Other Lies We Tell Ourselves,  que junta memórias da sua vida como um homem gay com paralisia cerebral, que ele posteriormente adaptou para a série de televisão Special para a Netflix, que estreou em abril de 2019 e durou até 2021.

## Infância e educação
O'Connell cresceu em Ventura County, Califórnia, com uma família descrita por ele como "liberal". Ele tem uma forma leve de paralisia cerebral desde o nascimento, que afetou o lado direito do seu corpo com uma claudicação percetível. Por causa de sua paralisia cerebral, passou por dez ou onze cirurgias quando era criança, passou um período em hospitais, e fez fisioterapia.
Enquanto crescia, O'Connell pedia roteiros de TV para o Natal e via programas com legendas para aprender mais sobre escrita. Via programas enquanto tentava descobrir o enredo principal versus o enredo secundário, e observava a estrutura do roteiro.  Ele também adorava atuar, participando em todas as peças do ensino fundamental e médio. Mais tarde, ele suprimiu esse desejo, não se vendo representado na cultura popular. Ele frequentou a Foothill Technology High School.
Quanto à descoberta da sua sexualidade, O'Connell disse:
O momento em que eu percebi que era gay foi – honestamente – [ao ver] a bunda do Ryan Phillippe em Cruel Intentions. Eu lembro-me de ver a bunda do Ryan Phillippe e estar, tipo, ‘Essa é a coisa mais linda que vi na vida.’ E depois, tipo, ‘Oh, foda-se sou gay e deficiente; isto é tão ingrato.’Original (em inglês): The moment I realized I was gay was – truly – [seeing] Ryan Phillippe's ass in Cruel Intentions. I remember seeing Ryan Phillippe's ass and being like, ‘That’s the most beautiful thing I’ve ever seen in my life.’ And then being, like, ‘Oh, fuck me: I’m gay and disabled; this is so rude.’  (em inglês)
Ele permaneceu no armário até aos 17 anos, quando sentiu que precisava de sair para conquistar outro rapaz que já se tinha assumido. A sua família apoiou-o quando o fez; a sua irmã, tio e avô já se tinham identificado como LGBTQ.
Quando O'Connell tinha 20 anos, foi atropelado por um carro e precisou de quatro cirurgias na mão. O acidente causou síndrome compartimental e afetou principalmente sua mão esquerda. Nove meses depois, Ryan mudou-se para a cidade de Nova York para estudar na The New School. Lá, os colegas presumiram que ele mancava por causa do acidente de carro, e ele optou por não os corrigir.  Ele descreveu sentir-se no limbo por causa da sua paralisia cerebral, não se encaixando bem nem entre pessoas com deficiência nem sem deficiência. Além disso, a representação de deficientes na cultura popular era quase inexistente.

## Carreira

### Início
O'Connell trabalhou como blogueiro durante três anos, primeiro como editor do Thought Catalog em 2011. Ele contribuiu para a Vice, BuzzFeed e outras publicações, incluindo The New York Times e Medium. Alguns dos seus escritos tornaram-se virais, e quando ele tinha 25 anos, recebeu uma oferta de um livro da Simon & Schuster. Na época, ele manteve a sua deficiência um segredo. Em 2015, escreveu uma coluna para o Thought Catalog chamada "Saindo do Armário para Deficientes" sobre ter escondido a sua deficiência com o acidente de carro. Mais tarde, ele expandiu o artigo no seu livro, onde revelou publicamente a sua deficiência. Enquanto escrevia o livro, mudou-se para Los Angeles, e, aos 27 anos, começou a sua carreira de escritor para a televisão com Awkward da MTV.
Assim que a sua segunda temporada com Awkward terminou em 2015, o seu livro de memórias I'm Special: And Other Lies We Tell Ourselves foi publicado. Em abril de 2015, Jim Parsons, que tinha lido o seu artigo no Thought Catalog, comprou os direitos do livro através da sua empresa That´s Wonderful Productions, que dirige juntamente com o marido Todd Spiewak. O'Connell estava assegurado com Parsons e Spiewak; ele sentiu que não poderia confiar numa produtora o conteúdo gay, e deixou o projeto morrer após a compra. No final de 2015, O'Connell foi nomeado para o Out100 de homenagem a ícones LGBTQ.

### 2016 eSpecial
Em 2016, O'Connell recebeu autorização do Stage 13 para desenvolver um roteiro para Special, baseado nas suas memórias, com oito episódios de 15 minutos para a Netflix. O formato curto foi desgastante para o escritor veterano do roteiro, porque não encontrava espaço para um terceiro enredo ao lado do enredo principal e do secundário. Special era totalmente escrita aos fins de semana, já que ele era escritor em tempo integral. Em dezembro de 2016, ele concluiu o roteiro, mas ainda tinha obstáculos para a produzir por causa da perspectiva sobre a deficiência. Ele começou a fazer trabalho de mídia para Special enquanto escrevia em tempo integral para BH90210 , uma comédia da Fox que reavivava o drama Beverly Hills, 90210, estrada em agosto de 2019. Ele notou que era difícil lançar um programa com uma personagem principal gay, muito menos uma que também fosse deficiente para uma estreia em televisão. Ele declarou: "Acho que Hollywood não está muito interessada em pessoas com deficiência porque elas não nos consideram 'sexy' ou 'fixes'."  Ele lamentou: "1 em 4 pessoas identificam-se como deficientes e há apenas dois programas (eu e This Close) no ar para pessoas com deficiência."
Em Special, o personagem principal Ryan engana os seus colegas de trabalho sobre o seu coxear ter sido o resultado de um acidente de carro em vez da sua paralisia cerebral. A série é amplamente baseada na vida de O'Connell. Ele usa o programa para "explorar o seu próprio capacitismo internalizado e as inseguranças de estar na comunidade gay". Um estudo da Ruderman Family Foundation de 2016 descobriu que "cerca de 95% das personagens com deficiência na televisão são interpretadas por atores sem deficiência". Incluir atores com deficiência ainda é raro nas indústrias de entretenimento; em 2018, Ali Stroker foi “a primeira pessoa em uma cadeira de rodas a ganhar um prêmio Tony”; em julho de 2019, a Marvel fez história ao anunciar um super-herói surdo, o primeiro; eThe Walking Dead, da AMC, e Years and Years, da HBO, estão entre os poucos que abrem a sua escolha de elenco.
Embora ele procurasse um ator, ele acabou por assumir o papel devido a restrições de orçamento. A temporada de oito episódios foi filmada em 19 dias. Os produtores filmaram com Austin, Texas, a fazer-se passar por Los Angeles, também devido a restrições de orçamento. Ele descobriu, em particular, que as cenas de sexo eram emocionalmente desgastantes, mas também recompensadoras, já que pessoas com deficiência raramente eram mostradas a fazer sexo, e entre pessoas LGBTQ era ainda mais raro.  O'Connell também "se propôs a retratar o sexo na tela de uma forma autêntica, algo raramente mostrado para pessoas LGBTQ". Ele disse: "Eu também quero viver num mundo onde não seja inovador mostrar uma cena de sexo exata entre dois homens." Special também mostra a personagem principal Ryan a perder a sua virgindade com um trabalhador do sexo masculino, numa cena que O'Connel caracterizou como "uma cena de sexo linda, honesta e doce".  O Digital Spy notou que "é provavelmente o primeiro programa de TV a abordar o sexo gay e deficiente com autenticidade, ao mesmo tempo que desconstrói o trabalho sexual". O USA Today descreveu o episódio como um marco para a representação de pessoas com deficiência, e realçou "a esperança de O'Connell de desestigmatizar o trabalho sexual com a cena gráfica, mas também de normalizar o sexo gay para o público convencional que não está acostumado a vê-lo em filmes de Hollywood ou programas de televisão populares". O'Connell e a série foram elogiados pela sua "atuação de destaque e prosa alegre".

### 2017–atualmente
O'Connell escreveu uma temporada de Daytime Divas em 2017. Ele então trabalhou como editor executivo de roteiro no reboot de 2017 de Will & Grace, que o ensinou a manter as histórias baseadas nas personagens mesmo que a ação ficasse "maluca".
Em maio de 2019, O'Connell foi homenageado com o Prêmio de Visibilidade HRC pela Campanha de Direitos Humanos no Jantar de Gala em Atlanta do HRC 2019. Em junho de 2019, O'Connell foi o famoso Grande Marechal da Parada de Orgulho em Los Angeles. Naquele mês, a Queerty nomeou-o um dos 50 "indivíduos pioneiros que ativamente garantem que a sociedade continue progredindo em direção à igualdade, aceitação e dignidade para todas as pessoas queer."
Em julho de 2019, Special foi nomeado para quatro 71º Primetime Emmy Awards a ocorrer nesse setembro. Obteve o maior número de indicações para um formato curto nesse ano.
Em agosto de 2019, foi anunciado que O'Connell e Anna Dokoza, uma diretora e produtora australiana que trabalhou em Special, bem como Flight of the Conchords, e Lady Dynamite, serão mentores de produtores com potencial na Austrália. O esforço, patrocinado pela SBS e Screen Australia, lançará Digital Originals, para fazer projetos curtos para o SBS On Demand.

## Vida pessoal
O'Connell namora com Jonathan Parks-Ramage desde 2015. Eles conheceram-se na festa de aniversário de Grimes em Los Angeles.

## Filmografia

### Televisão
| Ano       | Título        | Personagem      | Notas                                                |
| --------- | ------------- | --------------- | ---------------------------------------------------- |
| 2019–2021 | Special       | Ryan Hayes      | Papel principal; também criador e produtor executivo |
| 2022      | Queer as Folk | Julian Beaumont | Papel principal                                      |